# 桐子林镇
桐子林镇，是中华人民共和国四川省攀枝花市盐边县下辖的一个乡镇级行政单位。2019年12月，桐子林镇安宁村所属行政区域划归新九镇管辖。

## 行政区划
桐子林镇下辖以下地区：
城南社区、城北社区、桐子林社区、清源社区、安宁社区村、木撒拉社区村、金河社区村和纳尔河社区村。

## 交通
- 成昆铁路复线：盐边站